# Joe Prunty
Joseph Michael Prunty, detto Joe (Sunnyvale, 12 febbraio 1969), è un allenatore di pallacanestro statunitense.

## Carriera
Ha una lunga esperienza da vice-allenatore in NBA ed è stato scelto dalla BBF come commissario tecnico della Gran Bretagna agli Europei 2013.